# Maximin Deloche
Pour les articles homonymes, voir Deloche.
Jules Edmond Maximin Deloche, né à Tulle le 27 octobre 1817 et mort le 12 février 1900 dans le 6e arrondissement de Paris, est un historien et numismate français, membre de la Société des antiquaires de France (1856-1879) et de l'Académie des inscriptions et belles-lettres.

## Biographie
Après des études au collège de Tulle, bachelier ès lettres à 17 ans, Deloche part pour Toulouse, où il obtient une licence de droit, 1835-1836. Il s'inscrit en 1837 au barreau de Bordeaux. Jules Dufaure l'emmène à Paris et le fait entrer au ministère des Travaux publics en 1839. Le 5 mai 1846, il est nommé, chef du bureau à la direction nouvellement créée des travaux publics à Alger puis à Constantine ; puis secrétaire général de la préfecture. Il démissionne et rentre en France dans le Limousin dès les premiers jours de 1850. Il réintègre l'administration le 1er août 1853 au ministère de l'Agriculture, du Commerce et des Travaux publics.
Deloche, qui était catholique, se marie à Paris le 3 avril 1854, avec une protestante, Mademoiselle Fourcade-Prunet, qui meurt en septembre 1861 des suites de la diphtérie.
Il est élu membre de la Société des antiquaires de France, le 16 avril 1856 et reçoit trois fois la médaille au concours des Antiquités de la France. Deux années de suite, en 1860 et en 1861, le second prix Gobert et en 1865, le prix de numismatique ancienne fondé par Louis Allier de Hauteroche.
Le 22 décembre 1871, il devient membre ordinaire de l'Académie des inscriptions et belles-lettres et en 1878, il siège à la commission administrative centrale pour administrer les propriétés et les fonds communs aux cinq académies.
Il est inhumé au cimetière de Montmartre, avec son épouse, dans la 9e division, (1re ligne, n° 2, avenue Samson, concession n° 547P-1830).

## Publications partielles
- Étienne Baluze, sa vie et ses œuvres (1858)
- Cartulaires de l'abbaye de Beaulieu (1859)
- Études sur la géographie de la Gaule, etc. (1864)
- La Trustis et l'antrustion royal sous les deux premières races (1873)
- La maison du Cardinal de Richelieu

## Distinctions
- Commandeur de la Légion d'honneur (3 février 1880)[2]